# Оудби и Уигстън (община)
Община „Оудби и Уигстън“ (на английски: Borough of Oadby and Wigston) е една от осемте административни единици в област (графство) Лестършър, регион Ийст Мидландс. Населението на общината към 2008 година е 57 200 жители разпределени в два града на територия от 23.52 квадратни километра. Административен център на общината е Уигстън Магна.

## География
Община „Оудби и Уигстън“ е малка община разположена в централната част на графството, южно от Лестър. Тя е съставна част от агломерацията Лестър.
По-големи населени места на територията на общината:
| град          | на английски  | население' |
| ------------- | ------------- | ---------- |
| Уигстън Магна | Wigston Magna | 33 116     |
| Оудби         | Oadby         | 22 679     |

## Демография
Разпределение на населението по религиозна принадлежност към 2001 година:
| религия          | на английски        | брой жители | %      |
| ---------------- | ------------------- | ----------- | ------ |
| Християни        | Christian           | 36 131      | 64,76% |
| Будисти          | Buddhist            | 90          | 0,16%  |
| Хиндуисти        | Hindu               | 3339        | 5,98%  |
| Евреи            | Jewish              | 166         | 0,30%  |
| Мюсюлмани        | Muslim              | 1552        | 2,78%  |
| Сикхи            | Sikh                | 2323        | 4,16%  |
| Други            | Other               | 135         | 0,24%  |
| Атеисти          | No religion         | 8192        | 14,68% |
| Запазена в тайна | Religion not stated | 3867        | 6,93%  |
| общо             |                     | 55 795      |        |